# Dimorphotheca pluvialis
 Dimorphotheca pluvialis  (L.) Moench, 1794 è una specie di pianta angiosperma dicotiledone della famiglia delle Asteraceae (sottofamiglia Asteroideae). È chiamata comunemente margherita della pioggia.

## Etimologia
Il nome generico (Dimorphotheca) deriva da due parole greche: "dimorph" (= due forme), e "theke" (= custodia o contenitore), e fa riferimento alle due forme degli acheni all'interno di ciascun capolino. L'epiteto specifico (pluvialis) indica una pianta che ha a che fare con la pioggia, o che fiorisce nella stagione delle piogge..
Il nome scientifico della specie è stato definito dai botanici Linneo (1707 – 1778) e Conrad Moench (1744-1805) nella pubblicazione " Methodus Plantas Horti Botanici et Agri Marburgensis" ( Methodus (Moench) ) del 1794.

## Descrizione

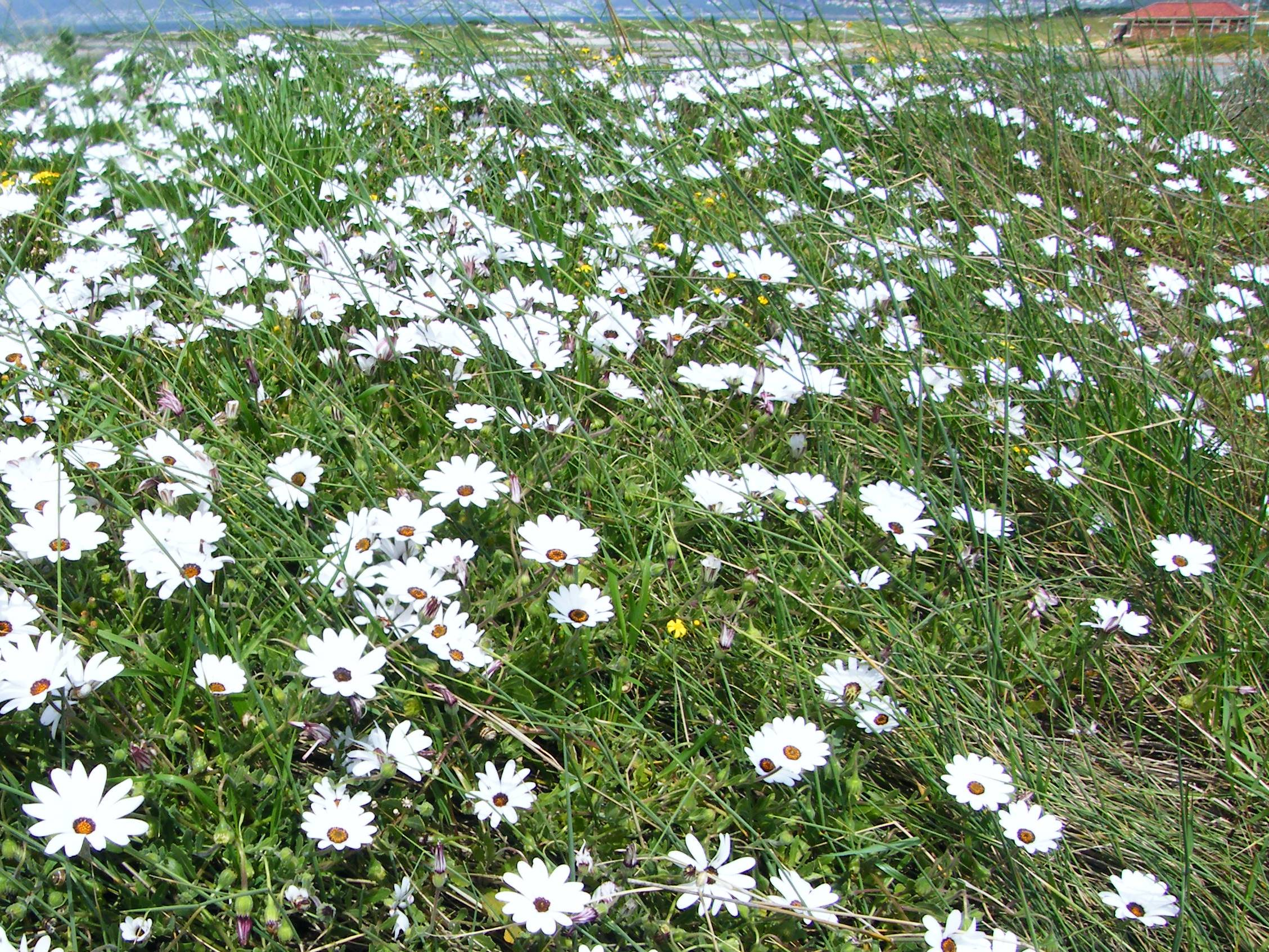
Il portamento

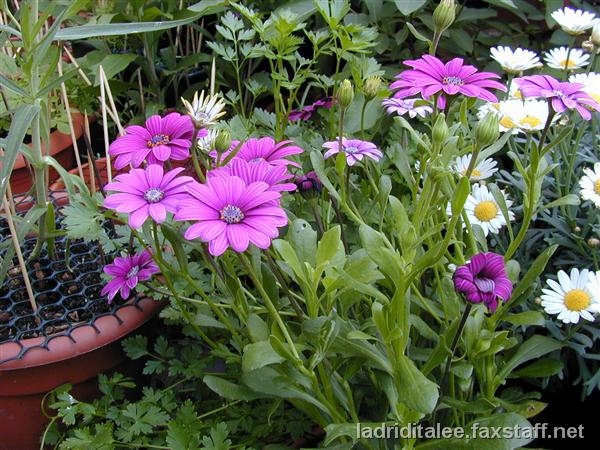
Le foglie

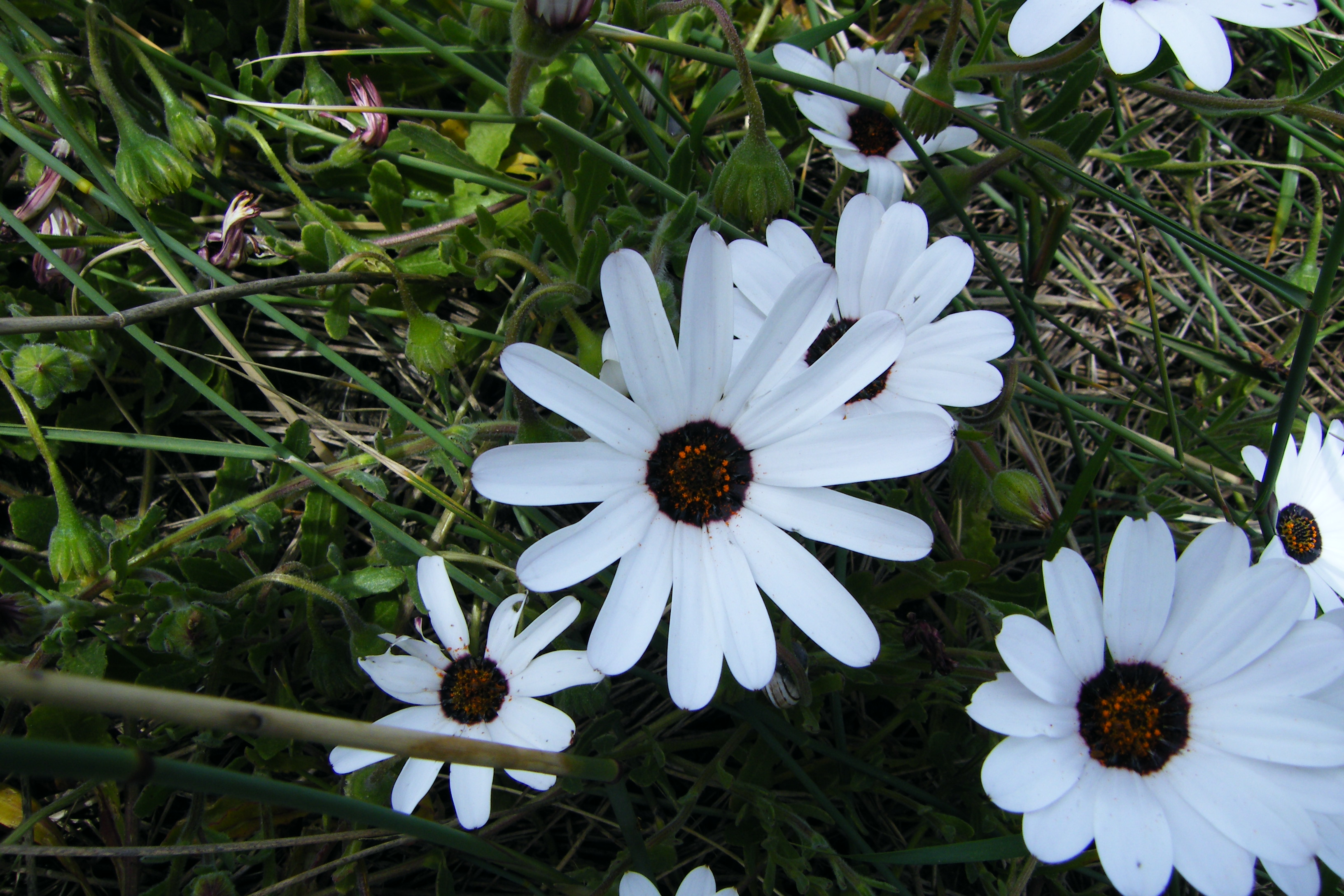
Infiorescenza

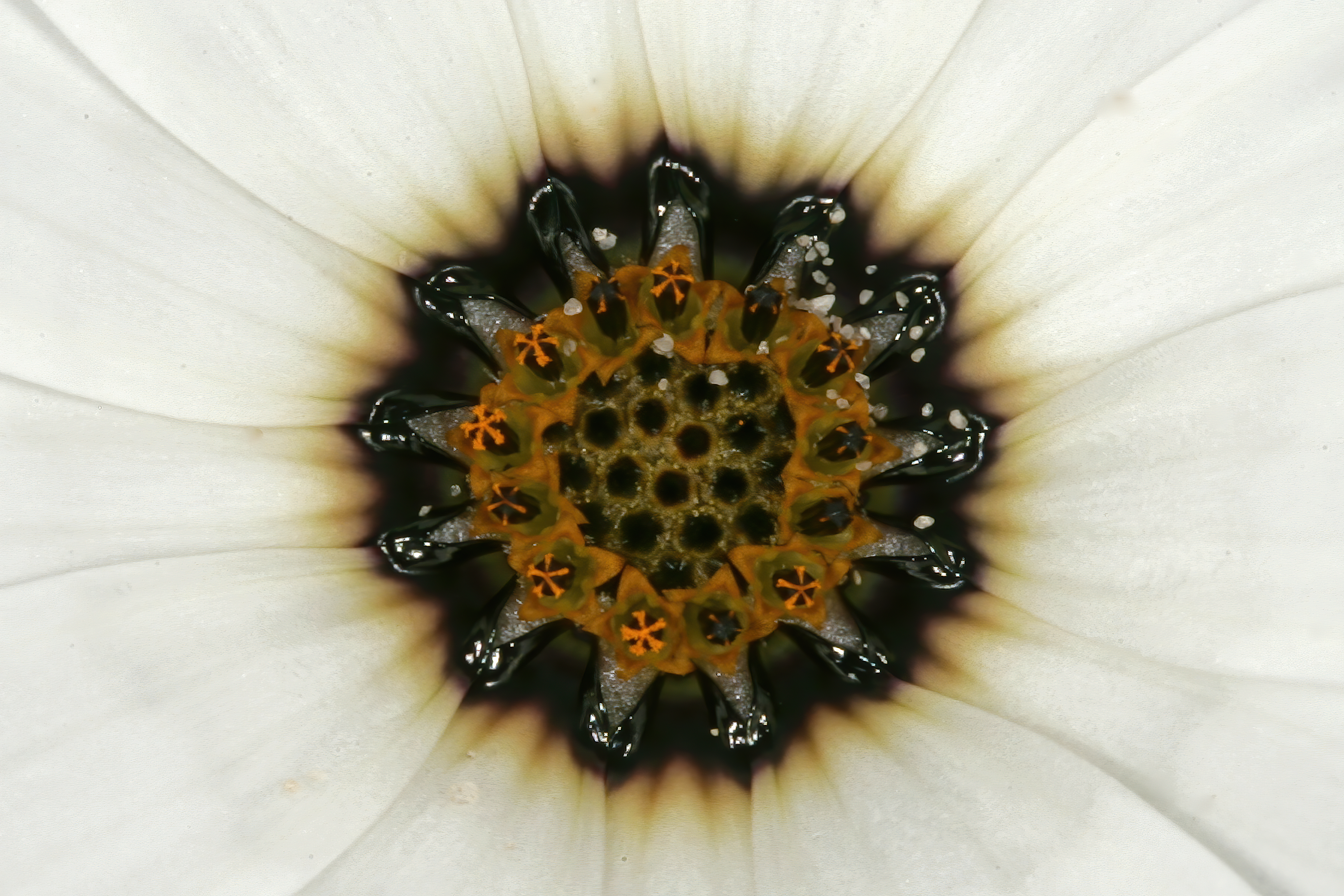
I fiori

Habitus. Dimorphotheca pluvialis ha un habitus erbacee annuo. Inoltre è priva di lattice.
Radici. Le radici sono secondarie da rizoma.
Fusto. La parte aerea in genere è eretta (da decombenti o prostrati a eretti), semplice o ramosa. Altezza media: 5 – 20 cm.
Foglie. Le foglie in genere sono cauline disposte in modo alternato e sono picciolate o sessili. Il contorno della lamina ha delle forme da strettamente oblunghe a oblanceolate o lineari. I margini sono da dentati a pennatifidi (a volte sono interi). La consistenza della foglia normalmente è erbacea con superficie glabra o scarsamente aracnose e/o stipitato-ghiandolari. Dimensione delle foglie: 15 - 50 x 3 – 15 mm.
Infiorescenza. Le sinflorescenze sono sia scapose (singoli capolini) che composte da diversi capolini raccolti in formazioni corimbose. Le infiorescenze vere e proprie sono formate da un capolino terminale peduncolato di tipo radiato. Alla base dell'involucro (la struttura principale del capolino) può essere presente un calice formato da alcune brattee fogliacee. I capolini sono formati da un involucro, con forme da campanulate a emisferiche, composto da diverse brattee, al cui interno un ricettacolo fa da base ai fiori di due tipi: quelli esterni del raggio e quelli più interni del disco. Le brattee, glabre o pelose, con forme lanceolate, sono disposte in modo più o meno embricato su una-due serie e possono essere connate alla base;  talora possono avere un margine ialino. Il ricettacolo, a volte alveolato, è nudo (senza pagliette a protezione della base dei fiori); la forma varia da piatta a conica. Lunghezza del peduncolo: 5 – 12 cm. Lunghezza delle brattee involucrali: 6 – 12 mm.
Fiori.  I fiori (i fiori del disco sono: 30 - 50 per capolino) sono tetra-ciclici (formati cioè da 4 verticilli: calice – corolla – androceo – gineceo) e pentameri (calice e corolla formati da 5 elementi). Sono inoltre ermafroditi, più precisamente i fiori del raggio (quelli ligulati e zigomorfi) sono femminili (a volte sono sterili); mentre quelli del disco centrale (tubulosi e actinomorfi) sono bisessuali (a volte funzionalmente maschili).
- Formula fiorale:

*/x K {\displaystyle \infty }, [C (5), A (5)], G 2 (infero), achenio
- Calice: i sepali del calice sono ridotti ad una coroncina di squame.
- Corolla: nella parte inferiore i petali della corolla sono saldati insieme e formano un tubo. In particolare le corolle dei fiori del disco centrale (tubulosi) terminano con delle fauci dilatate a raggiera con cinque lobi più o meno patenti con apici acuti e dilatati. Nella corolla dei fiori periferici (ligulati) il tubo si trasforma in un prolungamento ligulato, terminante generalmente con tre denti. Il colore della faccia abassiale delle corolle del raggio varia da bianco a ocraleuco o giallastro (spesso contrassegnato da blu a viola); la faccia adassiale per lo più è biancastra (spesso da blu a violaceo alle basi e/o agli apici). I colori delle corolle del disco variano da biancastro a giallastro, solitamente da bluastro a violaceo (distalmente). Lunghezza delle corolle del raggio: 20 – 30 mm. Lunghezza delle corolle del disco: 4 – 6 mm.
- Androceo: gli stami sono 5 con dei filamenti liberi. La parte basale del collare dei filamenti può essere dilatata. Le antere invece sono saldate fra di loro e formano un manicotto che circonda lo stilo. Le appendici apicali delle antere sono piatte con forme triangolari-ovate. Le teche (produttrici del polline) non sono calcarate (sono cioè prive di speroni), ma hanno le code (caudate). La struttura delle antere è di tipo tetrasporangiato, raramente sono bisporangiate. Il tessuto endoteciale è polarizzato. Il polline è di tipo echinato (con punte sporgenti) a forma sferica.
- Gineceo: l'ovario è infero uniloculare formato da 2 carpelli. Lo stilo (il recettore del polline) è corto e biforcato con due stigmi nella parte apicale. Gli stigmi hanno una forma variabile da subtroncata a ottusa; possono essere ricoperti da minute papille o avere dei penicilli apicali. Le superfici stigmatiche sono continue (e divise almeno alla base) o separate. Dei peli radicali formano un anello alla base dello stilo; la pubescenza può arrivare fin sotto gli stigmi.
- Antesi: da marzo a aprile.

Frutti. I frutti sono degli acheni senza pappo. Gli acheni presentano a volte un esocarpo carnoso e colorato e sono molto variabili nelle forme e dimensioni: possono essere rostrati, orbicolari, obovati, curvi, a becco, alati o fenestrati (con fori). Inoltre possono essere eteromorfi ma anche dimorfici nella stessa pianta: gli acheni dei fiori del disco sono piatti con margini spessi; gli acheni dei fiori del raggio sono a tre lati o affusolati (talvolta alati o tubercolati). Raggio degli acheni: 4 – 6 mm.

## Biologia
Impollinazione: l'impollinazione avviene tramite insetti (impollinazione entomogama tramite farfalle diurne e notturne).

Riproduzione: la fecondazione avviene fondamentalmente tramite l'impollinazione dei fiori (vedi sopra).

Dispersione: i semi (gli acheni) cadendo a terra sono successivamente dispersi soprattutto da insetti tipo formiche (disseminazione mirmecoria). In questo tipo di piante avviene anche un altro tipo di dispersione: zoocoria. Infatti gli uncini delle brattee dell'involucro (se presenti) si agganciano ai peli degli animali di passaggio disperdendo così anche su lunghe distanze i semi della pianta. Inoltre per merito del pappo il vento può trasportare i semi anche a distanza di alcuni chilometri (disseminazione anemocora).

## Distribuzione e habitat
La specie di questa voce è originaria delle Province del Capo, in Sudafrica, e della Namibia. Vegeta a quote variabili fino a 100 m s.l.m. e preferisce soprattutto habitat disturbati.

## Tassonomia
La famiglia di appartenenza di questa voce (Asteraceae o Compositae, nomen conservandum) probabilmente originaria del Sud America, è la più numerosa del mondo vegetale, comprende oltre 23.000 specie distribuite su 1.535 generi, oppure 22.750 specie e 1.530 generi secondo altre fonti (una delle checklist più aggiornata elenca fino a 1.679 generi). La famiglia attualmente (2021) è divisa in 16 sottofamiglie; la sottofamiglia Asteroideae è una di queste e rappresenta l'evoluzione più recente di tutta la famiglia.

### Filogenesi
Il genere della specie di questa voce è descritto nella tribù Calenduleae (una delle 21 tribù della sottofamiglia Asteroideae). Da un punto di vista filogenetico, la tribù Calenduleae fa parte del supergruppo (o sottofamiglia) "Asteroideae grade"; l'altro è il supergruppo "Non-Asteroideae" contenente il resto delle sottofamiglie delle Asteraceae. All'interno del supergruppo è vicina alle tribù Senecioneae, Gnaphalieae, Astereae e Anthemideae.
I caratteri distintivi del genere  Dimorphotheca  sono:
- i fiori del raggio sono femminili-sterili o neutri;
- i fiori del disco sono ermafroditi con acheni piatti;
- il colore dei fiori del raggio sono bianchi, rosa o porpora.

I caratteri distintivi per la specie   Dimorphotheca pluvialis sono:
- la parte adassiale dei petali dei fiori del raggio è colorata in prevalenza di bianco.

Il numero cromosomico della specie è: 2n = 36 .

### Sinonimi
Sono elencati alcuni sinonimi per questa entità:
- Gattenhoffia pluvialis (L.) Druce, 1908
- Calendula decurrens  Thunb., 1800
- Calendula hybrida  Sweet, 1823
- Calendula versicolor  Salisb., 1796
- Dimorphotheca annua  Less., 1832
- Dimorphotheca hybrida  DC., 1838
- Dimorphotheca incrassata  Moench, 1794
- Dimorphotheca leptocarpa  DC., 1838
- Meteorina crassipes  Cass., 1824
- Meteorina gracilipes  Cass., 1824
- Meteorina gracilis  Less. ex Steud., 1840
- Meteorina lyrata  Cass., 1824